# Sint-Laureins
Sint-Laureins ist eine ländlich geprägte belgische Gemeinde im Norden der Provinz Ostflandern mit 7016 Einwohnern (Stand 1. Januar 2024).  Die Gemeinde grenzt unmittelbar an die Niederlande und besteht neben dem Kernort aus den Ortsteilen Sint-Margriete, Sint-Jan-in-Emero, Waterland-Oudeman und Watervliet. Sint-Laureins gehört zum Arrondissement Eeklo.
Eeklo liegt 5 Kilometer südlich, Brügge 22 km westlich, Gent 26 km südsüdöstlich, Antwerpen 60 km östlich und Brüssel 72 km südöstlich.
Die nächsten Autobahnabfahrten befinden sich bei Aalter und Gent ab der A10/E 40. 

In Eeklo befindet sich der nächste Regionalbahnhof und in Gent und Brügge halten auch überregionale Schnellzüge. 

Bei Antwerpen befindet sich ein Regionalflughafen und nahe der Hauptstadt Brüssel gibt es einen internationalen Flughafen.

## Bilder

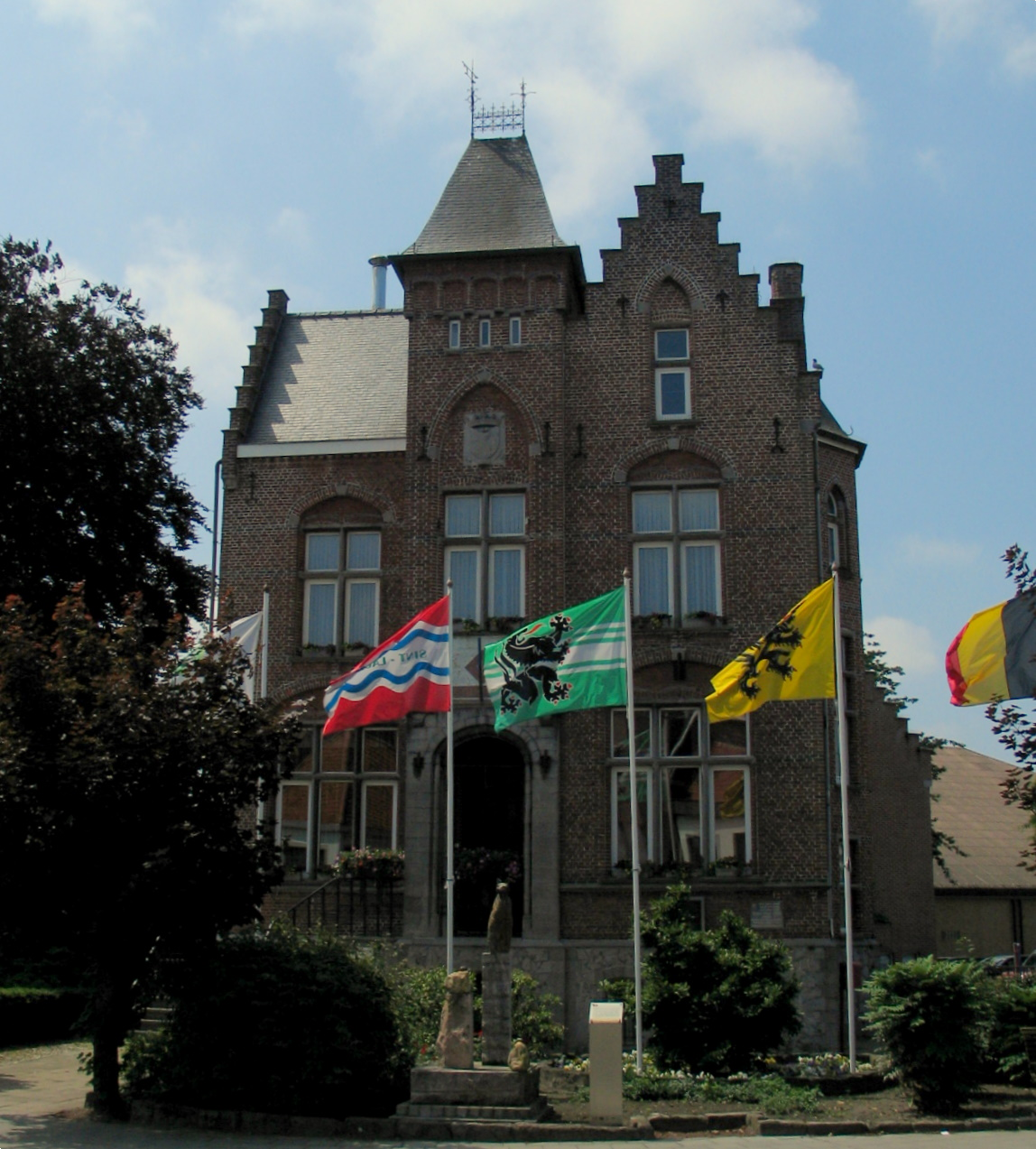
Sint Laureins, das Gemeindehaus
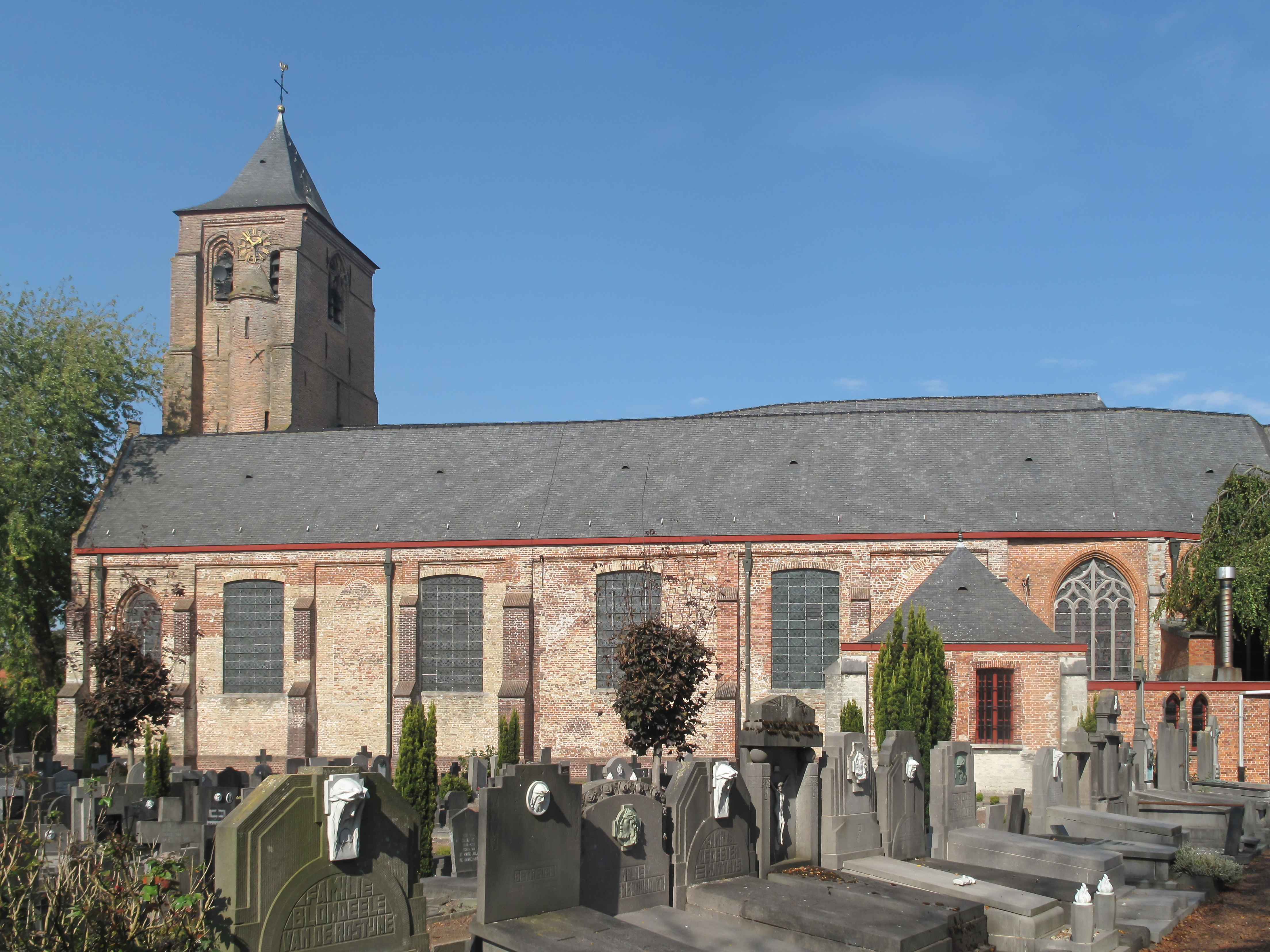
Sint Laureins, Kirche: de Sint-Laurentiuskerk
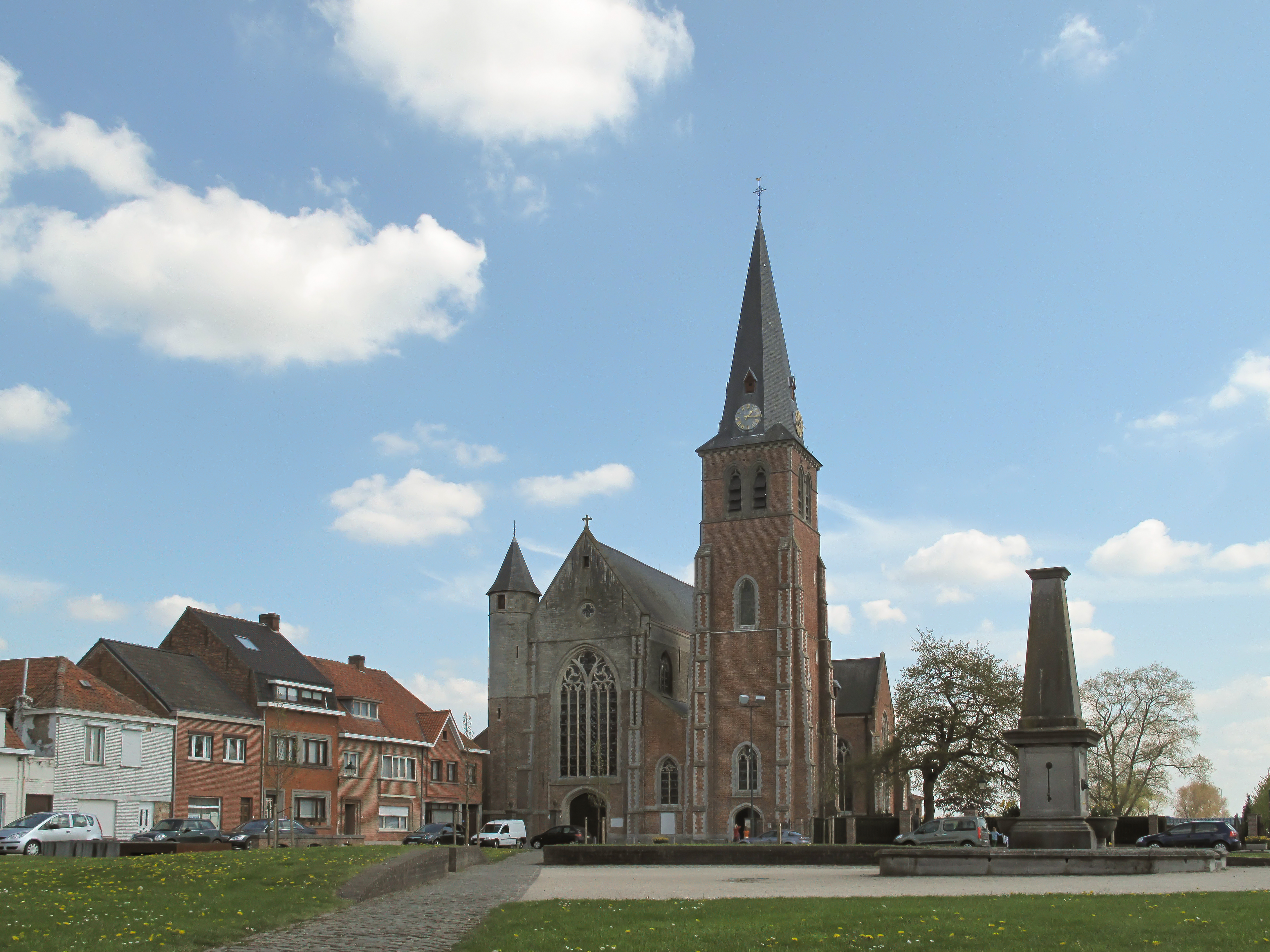
Watervliet, Kirche: parochiekerk Onze Lieve Vrouwe Hemelvaart